# Mandy (2018)
Mandy is een Amerikaans-Belgische film uit 2018, meegeschreven en geregisseerd door Panos Cosmatos.

## Verhaal
1983, Red Miller (Nicolas Cage) woont als een gebroken man in de rimboe nadat zijn geliefde Mandy vermoord werd. Hij is uit op wraak naar de daders die lid zijn van een religieuze sekte. Hij moet het daarbij opnemen tegen een bende krankzinnige bikers, gewapend met strijdbijlen.

## Rolverdeling
| Acteur             | Personage      |
| ------------------ | -------------- |
| Nicolas Cage       | Red Miller     |
| Andrea Riseborough | Mandy Bloom    |
| Linus Roache       | Jeremiah       |
| Olwen Fouéré       | Mother Marlene |
| Richard Brake      | The Chemist    |
| Bill Duke          |                |
| Sam Louwyck        |                |
| Line Pillet        | Sister Lucy    |

## Productie
In juni 2017 werd bekendgemaakt dat Nicolas Cage de hoofdrol ging spelen in de nieuwste actiethriller van Panos Cosmatos en dat de filmmuziek gecomponeerd werd door Jóhann Jóhannsson. De filmopnamen gingen onder andere door in België, Chaudfontaine en Landelies, in de zomer van 2017.

### Release
Mandy ging op 19 januari 2018 in première op het Sundance Film Festival in de sectie Midnight. De film kreeg positieve kritieken van de filmcritici met een score van 97% op Rotten Tomatoes, gebaseerd op 32 beoordelingen.